# Кизимкази (мечеть)
Мечеть Кизимкази — мечеть на южной оконечности острова Унгуджа (Занзибар) в Танзании. Предположительно, первая мечеть в Южном полушарии. Расположена в деревне Димбани, в трёх километрах северо-западнее города Кизимкази, существовавшего в Средние века и обнесённого стеной. Современное название мечети происходит от административной единицы нижнего уровня, в которую входит Димбани.
В мечети имеется куфическая надпись, датированная 1107 годом. Это самый старый датированный образец письма в Восточной Африке (впрочем, в таких надписях даты часто не ставились). Михраб в виде трилистника, сооружённый в XVIII веке, является отличительной чертой архитектуры мечети и оказал существенное влияние на архитектуру занзибарских мечетей XIX века.
Основания колонн и некоторые другие детали мечети богато украшены и относятся к XII веку, однако большая часть современного здания мечети была сооружена в XVIII веке. Устройство мечети типично для Восточной Африки: ряд из трёх колонн выстроен по оси север-юг в главном молитвенном зале и отделяет михраб. Вдоль восточной стороны мечети расположен дворик, служащий входом. Вокруг мечети находятся несколько мавзолеев XVII века, украшенных колоннами.
В 2008 году благотворительный фонд США, Ambassadors Fund for Cultural Preservation, выделил средства на реставрацию трёх исторических мечетей Занзибара, включая мечеть Кизимкази. Здание понесло существенный ущерб, вызванный дождями, а также поселившимися в нём птицами и летучими мышами, и реставрация призвана устранить последствия этого ущерба.